# Sopot Challenger 1999
Il Sopot Challenger 1999 è stato un torneo di tennis facente parte della categoria ATP Challenger Series nell'ambito dell'ATP Challenger Series 1999. Il torneo si è giocato a Sopot in Polonia dal 9 al 15 agosto 1999 su campi in terra rossa.

## Vincitori

### Singolare
Roberto Carretero-Diaz ha battuto in finale  Thierry Guardiola con il punteggio di 6–4, 7–5

### Doppio
Bartlomiej Dabrowski /  Michal Gawlowski hanno battuto in finale  Daniel Fiala /  Jiri Hobler con il punteggio di 6–4, 3–6, 6–3